# NGC 2321
NGC 2321 is een balkspiraalstelsel in het sterrenbeeld Lynx. Het hemelobject werd op 18 december 1849 ontdekt door Johnstone Stoney, assistent van de Ierse astronoom William Parsons.

## Synoniemen
- UGC 3663
- MCG 8-13-53
- ZWG 234.51
- NPM1G +50.0072
- PGC 20141